# Thomas Thomson (chimico)
Thomas Thomson (Crieff, 1773 – Kilmun, 1852) è stato un chimico inglese.
Professore universitario a Glasgow, è ricordato come sostenitore e divulgatore della teoria atomica di John Dalton e come storico della chimica.
Fu inoltre inventore dello strumento detto saccarometro.